# 펠레
펠레(브라질 포르투갈어: Pelé)라는 별명으로 잘 알려진 에드송 아란치스 두 나시멘투(브라질 포르투갈어: Edson Arantes do Nascimento, 1940년 10월 23일 ~ 2022년 12월 29일)는 브라질의 은퇴한 축구 선수이다. 현역 시절 포지션은 공격수이며, 그의 플레이 스타일로 인해 축구가 "아름다운 게임"이라는 별명으로도 불리게 되었다. 1999년 국제축구역사통계연맹(IFFHS)이 실시한 투표에서 세기의 최고의 선수로 선정되었으며, 같은 해에 《프랑스 풋볼》에서 은퇴 선수 중 발롱도르 수상자로 재선정하기도 하였다. 동시에 국제 올림픽 위원회(IOC)가 선정한 세기의 스포츠 선수가 되었으며, 《타임》이 선정한 20세기의 가장 영향력 있는 인물  중 한 명으로 선정되었다.
IFFHS의 기록에 따르면 프로 리그에서 541골을 넣는 등 당시 가장 성공적인 선수 생활을 하였으며, 선수 생활 동안 비공식적인 친선 경기와 투어 경기를 포함하여 1363경기에서 1279골을 넣었다. 이 기록은 기네스 세계 기록의 세계 축구 최다 골 기록 부문으로 인정되었다. 선수로 뛸 동안에는 당대 세계 최고의 유명 선수였으며, 브라질에서는 가난으로 인한 열악한 사회적 조건 속에서 탄생한 국가적인 영웅으로 인식되었다. "펠레"라는 별명 외에 "검은 진주(A Pérola Negra)", "축구의 왕(O Rei do Futebol)". "왕 펠레(O Rei Pelé)", "왕(O Rei)"이라는 별명이 있다. 1961년에는 브라질의 대통령인 자니우 쿠아드루스에 의해 브라질의 국보로 지정되었다.
15세 때 산투스 FC에서 선수 생활을 시작했으며, 16세 때 브라질 축구 국가대표팀에 발탁되었다. 1958년, 1962년, 1970년 FIFA 월드컵 대회에서 브라질의 우승에 기여했으며, 브라질 대표 선수로서 92경기 77골을 기록하여 브라질 대표팀 최다 득점자이기도 하다. 클럽 대부분 경력을 보낸 소속팀인 산투스의 선수로서는 리그 경기 포함하여 659경기에 출전하여 643골을 기록하여 클럽 최다 득점자이며, 1962년과 1963년에 코파 리베르타도레스에서 우승하는 데에 기여했다. 1977년에 은퇴했으며, 은퇴 후에는 엄청난 판매부수를 기록한 몇 편의 자서전을 출간했으며, 여러 편의 기록 영화에 출연하여 성공을 거두었다, 2010년에는 뉴욕 코스모스의 명예 회장이 되었다.

## 어린 시절
브라질 남동부의 미나스제라이스주의 도시인 트레스코라송스에서 태어났다. 그가 태어났을 때 마을에는 전기 시설이 부설되었기 때문에 전구의 발명자인 토머스 에디슨의 이름을 따서 에드송(Edson)이라는 이름으로 불렸으나 출생 증명서에는 에지송(Edison)으로 오기되어 그 이름이 정식 이름으로 정착되었다.
그의 아버지는 주앙 하무스 두 나시멘투로 별명인 "돈지뉴"로 잘 알려져 있던 축구 선수이다. 돈지뉴는 중앙 공격수로 뛰었고, 180cm를 넘는 장신을 살려 헤더를 잘 하는 선수였다. 돈지뉴는 미나스제라이스주의 주도인 벨루오리존치를 연고로 하는 강호 클럽인 아틀레치쿠 미네이루에서 뛴 적도 있지만 무릎 부상으로 인해 방출당하여 군소 클럽에서 낮은 급여를 받고 뛰는 등 성공적인 선수는 아니었다. 1944년에 펠레는 아버지가 무릎 부상이 악화되어 은퇴하기 전에 아버지를 따라 상파울루주의 바우루로 이주했으며, 아버지가 바우루 시청 축구팀인 바우루 AC의 선수로 취직하기 전에는 구두닦이 일을 하면서 생계를 도왔다. 어머니인 도나 셀레스치는 매우 엄격한 여성이었으며, 아들이 경제적으로 안정적이지 못한 운동 선수 대신에 안정된 직장을 갖길 원했으며, 이에 따라 엄격히 교육을 시켰다. 어린 시절의 펠레는 비행기 조종사를 꿈꿨으나 아버지의 영향으로 축구 선수가 되려하였고, 어머니의 눈을 피해 아버지에게 축구 기술과 마음가짐을 배웠다.
"펠레"라는 애칭은 상로렌수의 지역 연고팀인 바스쿠 다 가마의 주전 골키퍼 빌레(Bilé)의 이름에서 유래하였다. 당시 어린 펠레는 그 선수를 제일 좋아했는데, 이름의 "B" 발음을 "P"로 발음했던 것이다. 학교의 반 친구들도 "펠레"라고 부르게 되자 그 별명을 좋아하지 않았던 펠레는 학교에서 반 친구들과 싸웠고 2일 간의 정학 처분을 받았다. 펠레라는 별명이 정착되기 전에는 에지송의 애칭인 지쿠(Dico)라고 불렸다. 9세 때인 1950년에 FIFA 월드컵이 브라질에서 개최되었고, 우승 후보로 꼽힌 브라질은 무승부로 끝난 스위스전을 제외하고 무패로 결승에 진출하여 결승에서 우루과이를 맞이했다. 당시 브라질은 우루과이보다 승점과 골 득실이 앞섰기 때문에 경기가 무승부로 끝나도 우승이 확정된 상황이었다. 그러나 7월 16일인에 치러진 결승전에 브라질이 실점을 하여 우승에 실패하는 "마라카낭의 비극"이 일어났디. 이 때 펠레는 경기를 라디오 중계로 듣던 아버지의 눈물을 처음으로 보았고, 아버지를 위해서 브라질을 월드컵에서 우승시킬 것을, 그리고 우루과이에 복수할 것을 예수상 앞에서 맹세했다.
이후 동네의 여러 아마추어 팀에서 축구를 하며 10대 시절을 보냈고, 1954년에 돈지뉴의 소속팀인 바우루 AC의 유소년 클럽이 세워지자 그 팀에 합류하였다. 그 팀에서 아버지의 친구이자 브라질 국가대표팀의 선수로 활약했던 바우데마르 지 브리투의 엄격한 지도를 받았다. 그는 펠레의 재능에 주목하여 그에게 볼 컨트롤의 중요성, 경기 흐름을 읽는 요령 등을 가르쳐 스승의 노릇을 하였다. 바우데마르는 1955년에 바우루를 떠났으나 펠레와의 교류를 계속하여 1956년에는 펠레의 부모를 설득하여 브라질의 명문 축구 클럽인 산투스 입단을 주선해주었다.

## 클럽 경력

### 산투스 FC

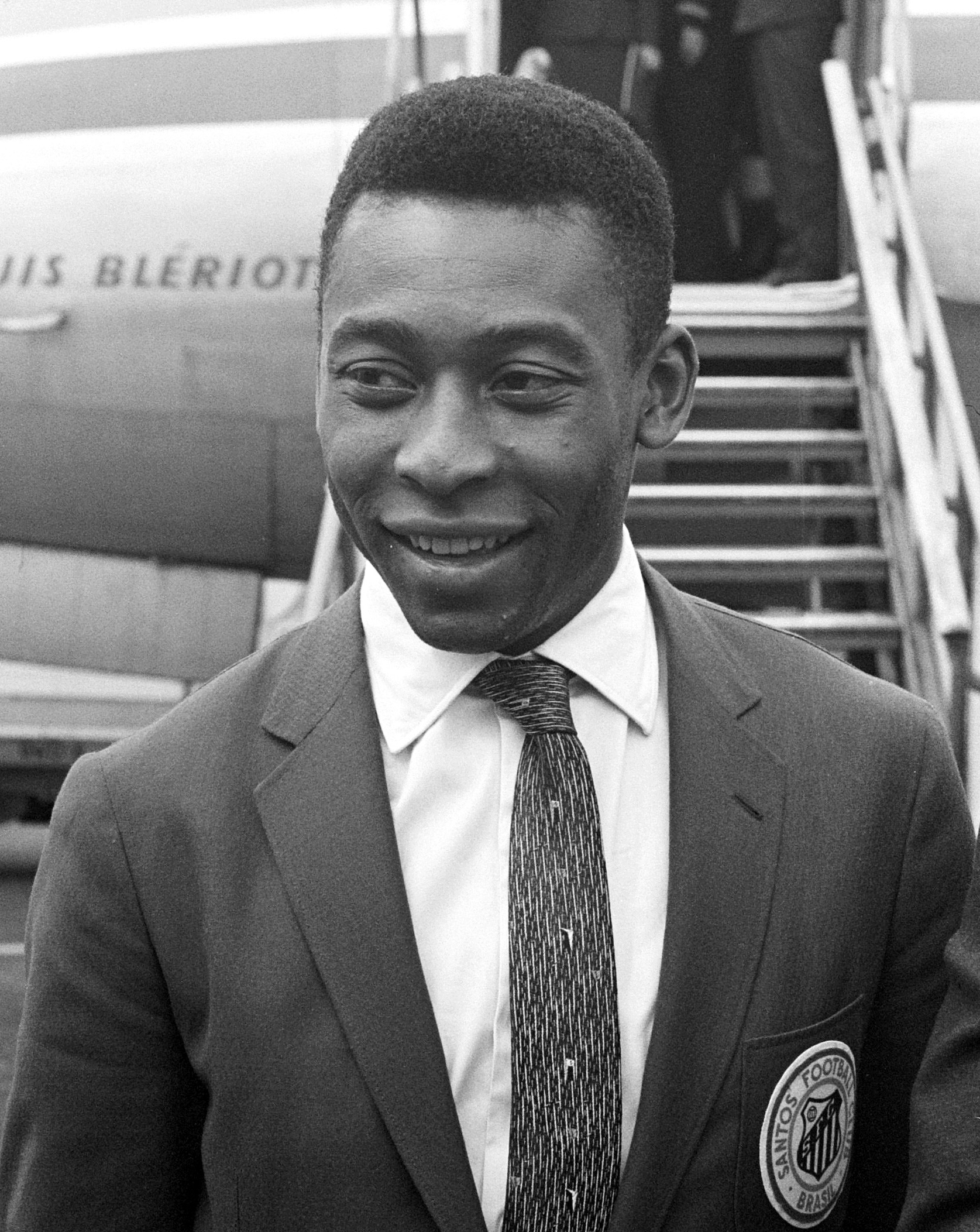
1962년 유럽 투어를 위해 산투스 선수 자격으로 네덜란드를 방문한 펠레.

#### 프로 데뷔
1956년에 산투스 FC에 입단한 펠레는 당시 60kg도 안되는 작은 체구였다. 그는 바로 1군에서 뛰지 못했고, 2군과 유소년팀에서 훈련을 계속하였다. 그는 월급으로 6000 크루제이루을 받는 조건을 가계약을 체결했고, 지금까지 생활하던 바우루를 떠나 산투스의 합숙소에서 생활을 시작했다. 이후 9월 7일에 7-1로 승리한 SC 코린치앙스와의 친선 경기에서 산투스 선수로서의 첫 경기를 가졌고 첫 득점을 기록했다. 이후 산투스의 주전 공격수이자 펠레와 친했던 동료 선수인 바우테르 바스콘셀루스가 골절 부상을 입으며 시즌 아웃을 한 것을 계기로 브라질 프로 리그 출전 기회를 얻었다. 이후 바스콘셀루스는 부상에서 회복한 후에도 이전과 같은 경기를 보여주지 못하고 자바쿠아라 아틀레치쿠로 이적했다. 이후 펠레는 1957년에 상파울루주의 축구 리그인 캄페오나투 파울리스타에서 득점왕에 오르는 활약을 보였고, 4월 8일에 산투스와 정식 계약을 맺었다.
1958년에는 동료 공격수인 이마누엘리 데우 베시우가 이탈리아의 엘라스 베로나 FC로 이적하며 유럽으로 떠난 것을 계기로 부동의 주전으로 떠올랐다. 그는 캄페오나투 파울리스타에서 38경기에 출전하여 58골을 넣으며 지난 대회에 이어 연속으로 득점왕에 올랐고 동시에 산투스의 우승에 기여했다. 한편으로는 지투, 페피, 코치뉴 등과 함께 브라질 국가대표로 발탁되어 FIFA 월드컵에 출전하여 우승에 공헌하는 등 국가대표 선수로 활약했고 산투스의 전 세계의 국가대표팀과 클럽을 대상으로 한 정기적인 월드 투어 경기에도 참여했다. 당시 산투스는 수용 인원이 적은 경기장 밖에 보유하지 않아서 브라질 내의 경기 뿐 만 아닌 원정 친선 경기를 통해 수익을 확보했으며, 펠레는 그러한 원정 친선 투어를 통해 맹활약을 하였다. 1959년에 열린 첫 유럽 투어에서는 6주 동안 22경기를 소화하였다.
같은 해에는 브라질의 병역법에 따라 병역 의무를 수행하였다. 당시 펠레는 브라질 국가대표로 나라를 위해 활약했으니 군대에서 봉사할 의무는 없다고 주장했으나 당시 브라질에서는 신체적인 결함을 제외하면 병역을 면제하지 않았기 때문에 해군 소속인 상파울루 해안경비대로 징집되어 복무하였다. 같은 해 11월에는 브라질 군인 축구 대표팀에 발탁되어 남아메리카 군인 축구 선수권 대회에 참가하였다. 펠레는 군 복무와 동시에 상파울루 해안경비대 축구단과 군인 선발팀에서 활동하며 통산 103경기에 출전하였다. 당시 24시간에 2경기에 출전하고 가끔 48시간에 3경기에 출전하는 등 바쁜 일정을 소화했다.

#### 이적 소동
1961년 3월 5일 이스타지우 두 마라카낭에서 열린 캄페오나투 파울리스타 경기인 플루미넨시 FC와의 경기에서 산투스 진영의 페널티 에어리어에서 공을 받고 그대로 드리블하여 골키퍼를 포함한 상대 선수 6명을 제치고 결승골을 넣었다. 상파울루의 일간지 《우 이스포르치》에서는 마라카낭 역사상 가장 아름다운 골이라고 찬사를 보냈고, 경기장에서는 펠레의 골을 기념하여 "펠레는 이 마라카낭 경기장에서 역사상 가장 아름다운 점수를 결정했다"라고 새긴 기념판을 설치했다. 이로 인해 펠레가 이 때 기록한 골은 "기념판 골"을 의미하는 "고우 지 플라카(gol de placa)"라고 불리며 펠레의 축구 인생에서 가장 유명한 골이 되었다.
이러한 활약을 바탕으로 유럽의 명문 클럽의 관심을 모았으며, 1961년에 스페인의 명문 축구 클럽인 레알 마드리드의 회장인 산티아고 베르나베우도 펠레의 영입 의사를 밝혔고, 같은 해의 이탈리아 원정 당시 인테르나치오날레 밀라노에서 4000만 크루제이루의 이적료를 제시하기도 하였다. 또 유벤투스의 회장인 움베르토 아녤리도 수천만 달러의 이적료를 조건으로 이적을 제의하기도 했다. 펠레는 이러한 제안은 모두 거절했고 산투스 측에 펠레를 방출하거나 이적시킬 의사가 없다고 밝혔지만 이적 소동은 자니우 쿠아드루스가 대통령으로 있던 브라질 정부가 펠레는 국외로 유출할 수 없는 국보로 공식 선언하고 이적을 저지하는 사태로 까지 커졌다. 한편으로 산투스 측도 펠레의 달래기 위해 거액의 돈을 마련하기도 하였다. 이후 펠레는 지지가 레알 마드리드, 지누 사니와 조제 아우타피니가 AC 밀란으로 이적한 것처럼 유럽 클럽에서 뛴 선수가 많지만 산투스에서의 생활에 만족한다고 밝혔다.
당시 프로 축구 클럽에서는 1980년까지 외국인 선수 제한을 2명으로 설정하였고, 축구 리그가 발전한 유럽 국가도 자국 선수의 국외 리그 이적에 제한을 두었다. 이탈리아는 월드컵에서의 부진을 이유로 1966년부터 1980년까지 이탈리아계 아르헨티나인을 제외한 외국인 선수 영입을 금지했고, 스페인은 1965년부터 1970년대 초까지 외국인 선수와의 계약을 금지하는 등 비유럽권 선수들이 타국 리그에서 뛸 수 있는 기회는 많지 않았다. 펠레는 이러한 기회를 거절하고 브라질 국내에서 계속 선수 생활을 하였다.

#### 국제적인 성공

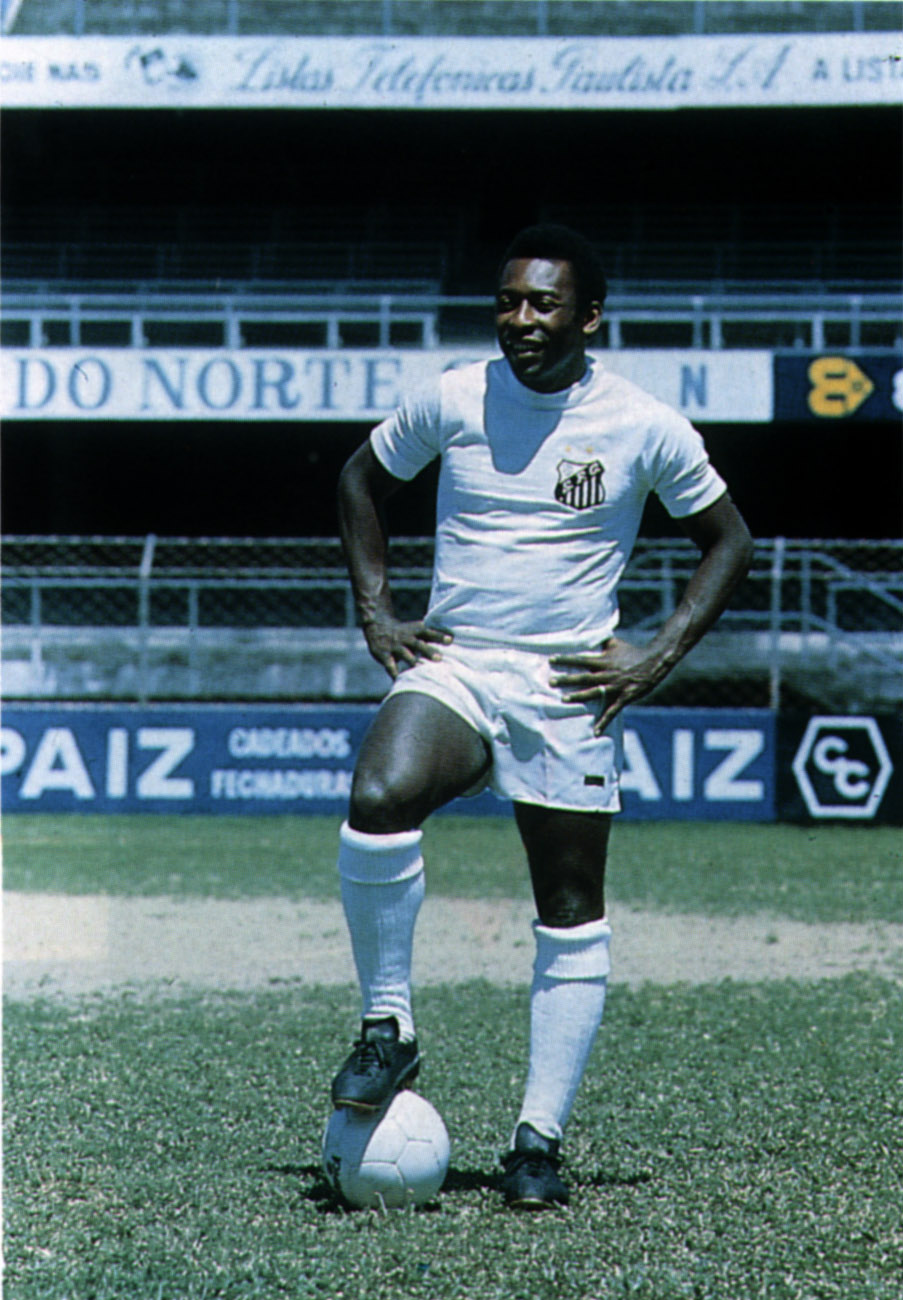
1963년 코파 리베르타도스 결승 2차전 시작 직전에 촬영한 펠레의 사진.

1962년에는 남아메리카 클럽 챔피언을 결정하는 코파 리베르타도레스에 참가하여 팀을 결승으로 이끌었다. 결승전 상대는 우루과이의 페냐롤이었으며, 1승 1무의 성적 끝에 도달한 최종전에서 2골을 넣어 산투스의 승리를 이끌었다. 산투스는 브라질 클럽으로는 처음으로 코파 리베르타도레스에서 우승을 차지했으며, 이 대회의 우승으로 인해 인터콘티넨털컵 출전권을 획득했다. 이후 1962년 인터콘티넨털컵에서는 에우제비우가 이끌던 포르투갈의 명문 클럽인 SL 벤피카를 상대로 홈에서 열린 1차전에서 2골을 넣으며, 2-3 승리를 거뒀다. 이후 리스본에서 열린 원정 경기인 2차전에서도 3골 1도움을 기록하여 승리를 거두고 우승을 차지했다. 이듬해인 1963년에도 코파 리베르타도레스에 참가하여 아르헨티나의 보카 주니어스를 누르고 대회 2연패를 달성했고, 두번째로 참가한 1963년 인터콘티넨털컵에서도 AC 밀란을 꺾고 다시 한 번 우승을 차지했다.
국제적인 명성을 떨치게된 펠레는 경기에서 상대 선수의 집요한 마크를 받게되었다. 더 이상 신인 선수가 아닌 이기기 위해서는 꺾어야 할 챔피언으로 간주된 그는 국내 경기와 국제 경기에서도 펠레를 상대하는 클럽은 그의 움직임과 주변 동료 선수와의 조화를 방해하는 데에 힘썼고, 상대 수비수는 펠레에게 시종일관 붙으며 거친 플레이를 구사했고 때로는 언어적인 도발을 걸어 퇴장을 유도하는 경우도 있었다.
이후 고액의 수익을 버는 축구 선수가 되었으며, "펠레"라는 애칭이 상품 가치가 있다는 것을 깨닫고 상표권을 획득하여 더 많은 수익을 얻었다. 이 시기에 거머쥔 부를 바탕으로 투기 사업에서도 뛰어들었으나 실패하여 거액의 빚을 졌고 클럽 측에서는 클럽 이사회에 유리한 조건을 계약을 갱신하는 대신에 빚을 갚아주었다.

#### 아프리카 원정
산투스는 수익 창출을 위해 수많은 해외 원정 경기를 치렀고 유럽과 남아메리카 뿐만이 아니라 당시 축구가 크게 발전되지 않았던 북아메리카, 아시아, 아프리카의 클럽과 국가대표팀과 경기를 가졌다. 특히 펠레는 자신의 뿌리인 아프리카로 떠난 원정 투어는 사회에서의 자신의 입장과 본연의 자세를 되돌아보는 계기가 되었다. 그는 인종 차별이 만연했던 사회에서도 흑인이 사회적으로 성공을 거둘 수 있는 증거로서 숭배의 대상이 되었고 아프리카인들은 펠레의 모습을 보려고 경기장뿐만 아니라 공항까지 밀려드는 등 각지에서 열광적으로 펠레를 환영했다.
1969년 1월 산투스의 아프리카 원정을 치를 첫 번째 지역인 콩고는 콩고 민주 공화국과 콩고 공화국 간의 분쟁의 여파로 치안이 불안정했으나 양측 지도자는 경기 관전을 위해 휴전에 합의했다. 산투스는 콩고에서 여러 경기를 치룬 후 1월 23일에 콩고 민주 공화국 축구 국가대표팀과의 친선 경기에서 2-3으로 패했다. 콩고 민주 공화국의 대통령인 모부투 세세 세코는 이 경기를 기념하여 1월 23일을 국민 체육일로 지정했다. 다음 원정지인 비아프라 전쟁으로 인해 내전 상태에 빠진 나이지리아에서는 나이지리아 정부군과 비아프라 간의 경기 전후 48시간 휴전하고 펠레가 머무는 동안 라고스를 침공하지 않겠다는 합의가 이뤄지기도 하였다.

#### 1000골 달성
"이 골을 대한민국 어린이들에게 바친다. 하느님의 축복에 보답하기 위해서라도 빈곤에 빠진 아이들을 지키자."
1969년 여름 세계 축구계와 언론은 펠레가 통산 1000골을 넣을 지 주목하기 시작했다. 같은 해 10월에는 990골을 달성했고, 11월 14일에 헤시피에서 열린 보타포구 FC와의 경기에서 통산 999골을 넣으며 전 세계의 주목을 받았다. 이후 펠레가 출전하는 경기에서는 월드컵 결승전과 같은 열광적인 분위기가 갖춰젔고, "펠레는 1000골을 달성하고 불로장생될 것"이라는 제목을 쓰는 신문도 있었다.
11월 19일 마라카낭 경기장에서 열린 산투스와 CR 바스쿠 다 가마와의 경기에서 6만 5천 명의 관객이 지켜오는 가운데 후반 33분에 펠레가 페널티 에어리어에서 넘어지며 페널티킥 기회를 얻었다. 이후 페널티골을 성공시키며 개인 통산 1000골을 달성하였다. 이 때 펠레가 날린 슛은 공을 차는 순간 움직임을 잠시 멈추고 골키퍼의 동향을 확인하여 골키퍼의 움직임과 반대 방향을 향해 차는 슛으로 후에 포르투갈어로 "짧은 휴식"을 의미하는 "파라디냐(Paradinha)"라고 불리게 되었다. 골을 성공시킨 후 열광적인 분위기 속에 경기가 잠시 중단된 후 기자들이 펠레와 짧은 인터뷰를 하기도 하였다.
1000골 성공 직후 펠레는 인터뷰에서의 발언으로 인해 위선자, 선동자라는 비난을 받았으나 후에 자서전에서 그 날이 생일이었던 어머니에게 바칠 말을 하려했지만 순간 떠올리지 못했고 자신과 같은 입장의 사람이 메시지를 내는 것이 중요하다고 밝혔다. 그 후 브라질 우정국에서 1000골 기념 우표가 발행되었고, 브라질 정부는 리우브랑쿠 훈장 2등급을 수여하고 다음 날을 공휴일로 지정했다. 1995년에 상파울루주는 이 기록을 기념하여 11월 19일을 "펠레의 날"로 지정했다.

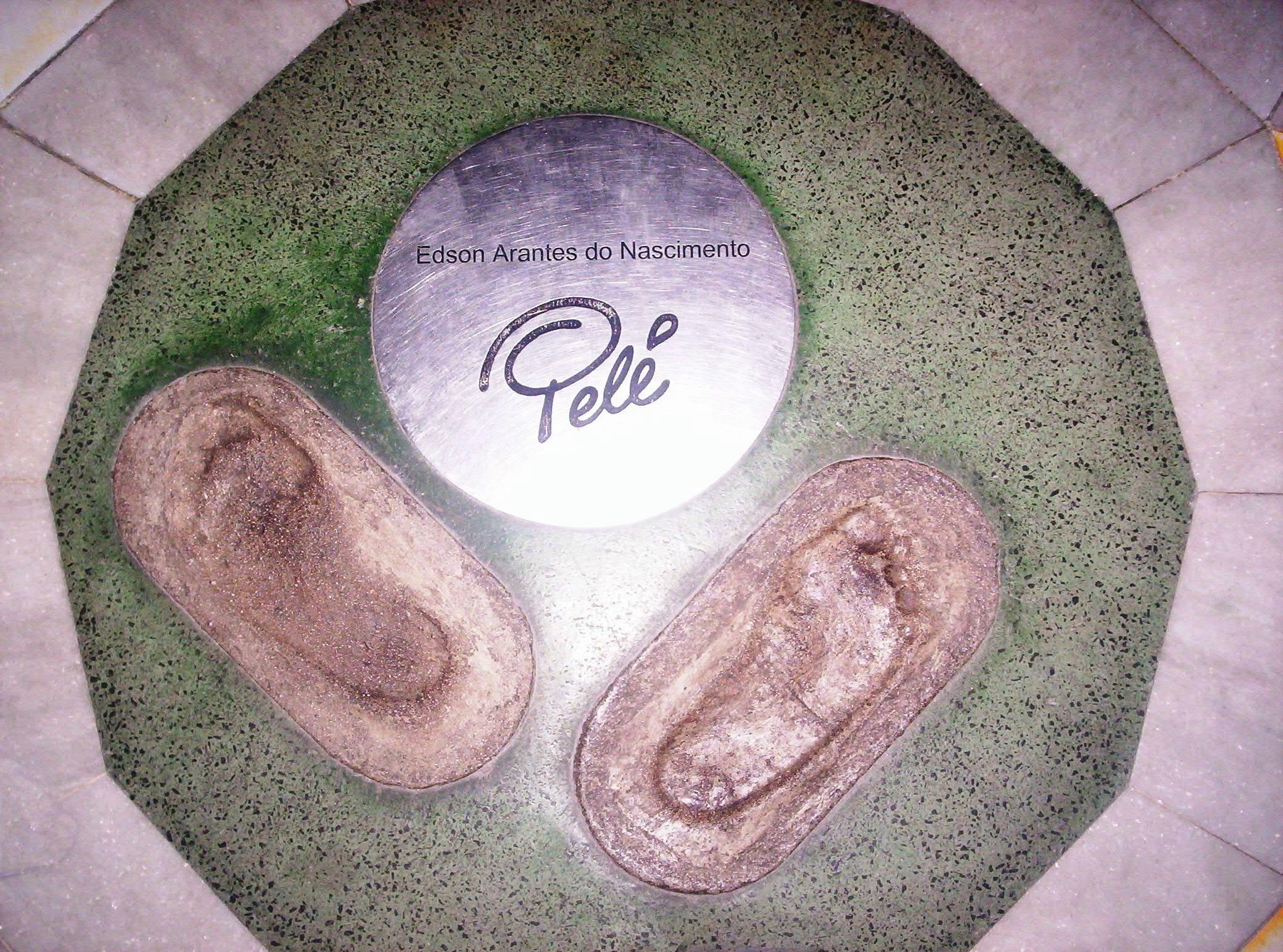
이스타지우 두 마라카낭 50주년을 기념하여 설치된 펠레의 발자국을 본뜬 기념판.

#### 산투스 FC에서의 황혼기
1970년대에 접어들면서 소속팀인 산투스는 기존의 선수가 떠나가고 잦은 감독의 교체로 인해 쇠퇴하기 시작했다. 이 시기에 펠레는 예전만큼 축구를 즐길 수 없게 되자 은퇴 후의 생활을 생각하게 되었다. 이 시기에는 대학과 기업의 초청으로 강연 기회를 자주 얻었으며, 고등교육을 받은 사람들과의 교류가 잦아지자 학업에 대한 의욕을 드러내 산투스 FC의 피지컬 코치였던 줄리우 마제이의 지도로 선수 생활 중에 틈틈히 공부를 하여 대학 입시 자격에 필요한 중등 교육 과정을 수료하고 대학 입시에 합격하여 산투스 메트로폴리탄 대학교에서 체육학을 전공하였다.
1973년에는 펩시가 후원하는 전세계 어린이를 대상으로 한 국제 유소년 축구 프로그램 프로젝트 계약을 맺었다. 이 계약은 당초에 1년 예정이었으나 5년으로 연장되었고, 펠레는 마제이와 함께 64개국을 방문하여 축구 교실을 열고 축구의 보급에 노력했다. 이듬해인 1974년 10월 2일에는 18년 동안 선수 생활을 했던 산투스에서의 마지막 경기인 AA 폰치 프레타와의 경기에 참가하였고, 경기 시작 20분에 필드에서 공을 받을 때 양손으로 잡고 센터 서클을 향해 공을 놓으면서 무릎을 꿇고 두 팔을 벌려 십자가와 유사한 포즈를 취해 팬들에게 감사의 뜻을 전하는 동시에 이별을 고했다.

### 뉴욕 코스모스

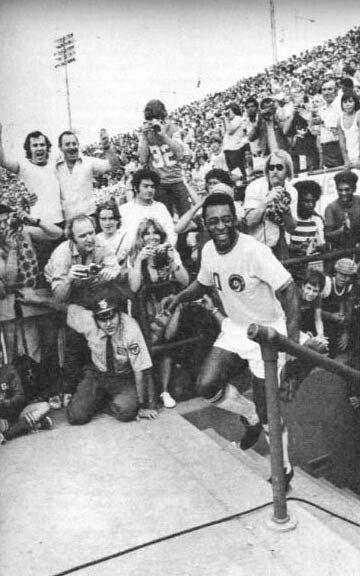
1975년 6월 15일 북미 사커 리그 데뷔 경기 시작 직전에 경기장에 입장하는 펠레.

산투스를 떠난 후인 1975년 미국으로 건너가 북미 사커 리그(NASL)의 소속 클럽인 뉴욕 코스모스로 이적하였다. 이 이적은 애틀랜틱 레코드의 창시자인 아흐메트 에르테군과 워너 브라더스의 사장이자 뉴욕 코스모스의 회장인 스티브 로스의 권유로 이뤄졌다. 계약 기간은 2년이며, 이적료는 900만 달러였다. 이 계약의 배후는 미국 국무부 장관이자 열렬한 축구팬인 헨리 키신저의 후원이 있었다. 1970년대에 당시 축구의 불모지였던 미국은 축구를 빠르게 보급하여 FIFA 월드컵을 유치하고자 하였으며, 펠레가 뉴욕 코스모스로 이적할 때 미국에서 뛰는 것으로 축구 발전에 협력해달라는 취지의 공문을 발행하여 이적을 지원했다. 코스모스 측은 21 클럽에서 열린 기자 회견에서 펠레를 공개했으며 뉴욕 코스모스 대변인 존 오라일리는 미국에는 여러 슈퍼 스타가 있었지만 모두 펠레 수준은 아니었으며 모두가 펠레의 몸을 만지고 악수하고 사진을 찍고 싶어했다고 밝혔다. 이후 펠레는 보스턴에서 열린 공개 석상에서는 그를 보려고 몰려든 인파에 몰려 부상을 입고 들것에 실려나가기도 했다.
펠레는 1975년 6월 15일 다우닝 스타디움에서 열린 댈러스 토네이도와의 경기에서 코스모스 데뷔전을 치렀고, 2-2 무승부를 냈다. 같은 해 6월 15일에 열린 토론토 메트로스와의 경기는 2만 5천 명의 관중이 모였고 이후에도 북아메리카 축구 리그의 평균 관중 수는 2만 명 대를 유지하였다. 펠레의 미국 진출은 조르조 키날리아가 뉴욕 코스모스로 이적한 것을 시작으로 프란츠 베켄바워, 산투스 시절 동료인 카를루스 아우베르투 토히스, 요한 크라위프, 에우제비우, 보비 무어, 조지 베스트, 고든 뱅크스 등의 축구 역사에 족적을 남긴 선수들이 미국으로 진출하는 계기가 되었다. 펠레는 축구 불모지였던 미국에 축구 전도사 역할을 수행하는 인기 선수로 활약하여 뉴욕의 명예 시민이 되었다.
펠레는 뉴욕 코스모스를 1977년 사커볼로 이끌었고, 그의 세 번째 시즌이자 클럽에서의 마지막 시즌이었다. 1977년 6월 37세의 나이로 탬파베이 라우디스와의 경기에서 해트트릭을 기록하며 3-0으로 승리했다. 이 때 자이언츠 스타디움에 입장한 관중 수는 62,394명으로 NASL 관중 최다 기록을 갱신했으며 자이언츠 스타디움에서 열린 사커볼 8강 1차전에서 포트로더데일 스트라이커스에게 8-3으로 패한 경기에서는 77,891명의 관중이 찾아와 NASL 관중 최다 기록을 다시 갱신했다. 이후 로체스터 랜서스와의 준결승 2차전에서 4-1로 승리했고 오리건주 포틀랜드의 시빅 스타디움에서 열린 시애틀 사운더스와의 경기에서 2-1로 승리하며 뉴욕 코스모스를 두 번째 사커볼 우승으로 이끌며 공식 선수 생활을 마쳤다.
같은 해 10월 1일 자이언츠 스타디움에서 열린 펠레의 은퇴 경기인 뉴욕 코스모스와 친정팀인 산투스 FC와의 친선 경기는 7만 5천 명의 관중에 모여들었다. 이 경기는 ABC의 와이드 월드 오브 스포츠를 통해 전 세계에 생중계되었으며 이 경기에는 아버지 돈지뉴와 아내인 호제메리, 무하마드 알리, 보비 무어가 관람석에서 경기를 관람했다. 펠레는 전반전에 코스모스의 선수로 뛰었고, 후반전에는 산투스의 선수로 뛰기도 했으며, 전반전에 1골을 넣고 자신의 은퇴 경기를 장식했다.

## 국가대표팀 경력
1957년 리우데자네이루의 마라카낭에서 열린 산투스의 친선 경기를 관람하던 브라질 축구 국가대표팀 감독인 시우비우 피리유에 의해 대표팀에 발탁되었고 같은 해 7월 7일에 마라카낭에서 열린 아르헨티나와의 코파 로카 1차전을 통해 A매치에 처음 출전하였다. 그는 57분에 데우 베시우와 교체 출전했으며 브라질 축구 대표팀 사상 최연소 출전 기록을 남겼다. 경기는 1-2로 패했지만 펠레는 브라질 대표팀의 유일한 골을 넣었다. 2차전에서도 상파울루에서 열린 2차전에서도 조제 아우타피니와 함께 골을 넣으며 2-0으로 승리하여 코파 로카 우승을 달성했다. 그 후에도 산투스와 브라질 대표팀을 오가며 크게 활약했다.

### 1958년 FIFA 월드컵

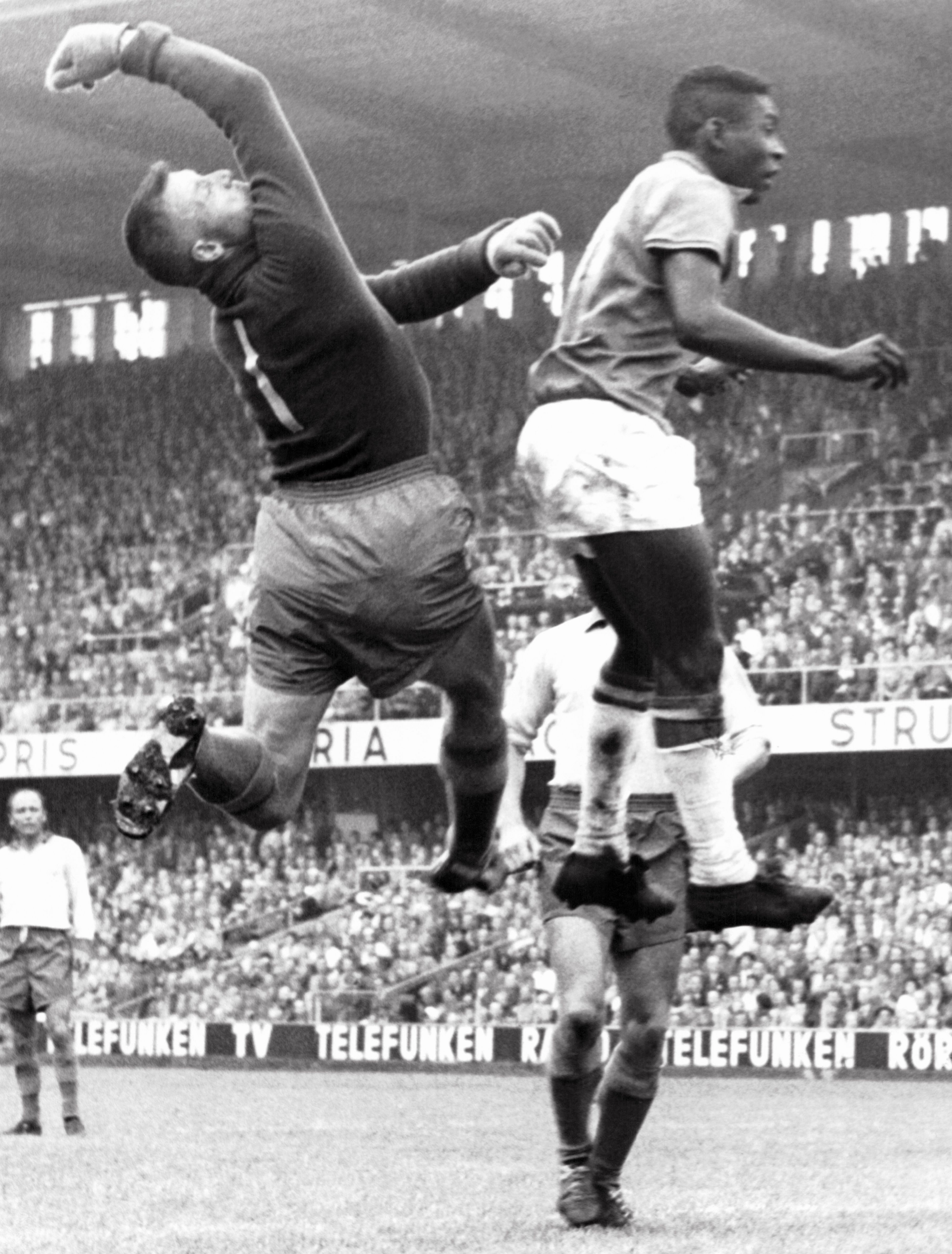
1958년 FIFA 월드컵 결승전에서 스웨덴의 칼레 스벤손과 공 경합을 벌이는 펠레.

캄페오나투 파울리스타 2년 연속 득점왕이라는 실력의 증거로 1958년에 다시 국가대표팀의 부름을 받은 펠레는 5월 4일 파라과이와의 타사 오즈와우두 크루스 대회에 참가했다. 그는 리우데자네이루에서 열린 1차전에서 지다와 교체되어 경기에 나섰고 팀의 네번째 골을 넣으며 A매치 3연속 득점에 성공했다. 브라질은 이 경기를 5-1로 승리했다. 이후 이 경기를 본 브라질 대표팀 감독인 비센치 페올라에 의해 1958년 FIFA 월드컵을 앞두고 대표팀에 소집되었고 등 번호는 10번을 받았다. 당시 브라질 대표팀에 동석했던 심리학자가 펠레와 가린샤가 대표팀에 선발이 되어서는 안된다고 주장했는 데, 펠레는 너무 어린아이 같아서 선수로서 반드시 가져야할 호전적인 정신이 부족하고 책임감도 없다는 게 이유였다. 반면 페올라는 몸이 빠르고 찬스에 강한 둘을 기용하는 게 좋을 거라고 판단하여 두 사람을 대표팀에 포함시켰다.
대회 직전인 5월 18일에 불가리아와의 평가전에서 2골을 넣었으나 무릎 부상을 입고 조별 리그 경기 2경기를 결장했다. 이후 3차전인 소련과의 경기에서 월드컵에 처음으로 출전했다. 당시 그의 나이는 17세였으며, 1982년 FIFA 월드컵에서 북아일랜드의 노먼 화이트사이드가 갱신하기 전까지 최연소 월드컵 출전 기록이었다.
8강전인 웨일스와의 경기에서도 선발 출전하여 66분에 페널티 에어리어에서 골을 넣어 월드컵 사상 최연소 득점(17세 239일)을 성공하였다. 준결승전인 프랑스와의 경기에서는 52분, 64분, 75분에 연달아 골을 넣으며 해트트릭을 기록하였다. 이후 결승전인 개최국 스웨덴과의 경기에서 55분에 발리슛으로 골을 넣고 종료 직전에 마리우 자갈루의 패스로 헤딩슛을 성공시키며 브라질의 첫 월드컵 우승에 기여했다. 특히 55분에 기록한 스웨덴의 벵트 구스타브손의 머리에 맞은 공을 띄워 발리슛으로 연결시킨 것은 펠레의 골 중 최고의 골로 평가받는다.
이듬해인 1959년 3월 아르헨티나에서 열린 1959년 남미 선수권 대회에 참가하였으며, 토너먼트에서 무패를 달성했으나 개최국 아르헨티나에게 승점이 밀려 준우승을 차지했다. 펠레 자신은 6경기에서 8골을 넣으며 대회 득점왕에 올랐으며, 칠레와의 경기에서 2골, 파라과이와의 경기에서 해트트릭을 달성했으며 브라질의 6경기 중 5경기에서 골을 넣는 활약을 보였다. 이후 브라질 축구 연맹의 방침에 따라 1군 선수들이 남미 선수권 대회에 불참하게 되면서 이 대회가 펠레의 처음이자 마지막의 남미 선수권 대회 활약이다. 같은 해 9월에는 칠레 대표팀과의 정기 대회인 코파 베르나르도 오이긴스에 참가하여 9월 17일에 리우에서 열린 1차전에서 해트트릭을 달성하여 승리했다. 9월 20일에 상파울루에서 열린 2차전에서는 득점 기록이 없었으나 1-0으로 브라질이 승리하면서 대회 우승을 차지했다. 이후 1960년 4월 말부터 5월까지 아랍 연합 공화국을 방문하여 아랍 연합 공화국 대표팀과의 3차례 친선 경기를 가졌다. 3경기 모두 브라질의 승리로 끝났으며 5월 1일에 알렉산드리아에서 열린 2차전에서는 해트트릭을 달성했다. 같은 해 7월에는 남미 국가대표팀 간의 친선 대회인 제2회 타사 두 아틀란치쿠에 참가하였고 아르헨티나와의 경기에서 골을 넣으며 대회 우승에 기여했다.

### 1962년 FIFA 월드컵
1960년 타사 두 아틀란치쿠 이후 펠레는 브라질 국가대표팀에서 모습을 드러내지 않았으며 1961년에는 모든 A매치에 불참했다. 이후 대표팀 감독인 아이모레 모레이라에 의해 1962년에 다시 국가대표로 복귀하였다. 1962년 4월 파라과이 대표팀과의 타사 오즈와우두 크루스를 통해 A매치에서 복귀한 펠레는 4월 21일에 열린 1차전에서 1골, 4월 24일에 열린 2차전에서 2골을 넣으며 다시 한 번 브라질의 대회 우승에 기여했다. 칠레에서 열릴 1962년 FIFA 월드컵을 앞두고 포르투갈과 웨일스와 가진 2차례씩의 평가전에서 종합 4골을 넣으며 브라질의 4연속 승리에 기여했다.
1962년 월드컵 대회에서는 조별 리그 첫 경기인 멕시코와의 경기에서 1골과 1도움을 기록하였으나 2차전인 체코슬로바키아와의 경기 당시에 전반 25분에 드리블로 돌파하여 중거리 슛을 날렸으나 이 슛은 체코슬로바키아의 골키퍼 빌리암 슈로이프에게 막혔다. 이 뿐만 아니라 중거리 슛을 날릴 때 허벅지 근육 부상을 입었으며 근처에 있던 체코슬로바키아 수비수인 스바토플루크 플루스칼이 펠레가 부상되는 것을 보고 안타까워 하는 모습이 카메라에 담기기도 했다. 펠레는 당시 국제 축구 연맹(FIFA) 규정에 의해 월드컵 경기 교체 출전은 인정되지 않았기 때문에 교체되지는 못하고 피치에 머물렀으며, 부상당한 사실을 알게된 요세프 마소푸스트, 라디슬라프 노바크, 얀 포플루하르, 얀 랄라, 슈로이프 등의 체코슬로바키아의 선수들은 펠레를 고의로 건들지 않으려는 플레이를 펼쳤다. 특히 마소푸스트는 경기 도중에 펠레를 부축하는 모습을 보이기도 했으며 후에 펠레는 체코슬로바키아 선수에 대해 진정한 스포츠맨이라고 평가하고 그들에게 감사한 마음을 가졌다. 체코슬로바키아전 이후 펠레는 남은 경기에 출전하지 못했으나 브라질 대표팀은 펠레 없이 대회 2연속 우승 달성에 성공했으며 펠레의 공백은 아마리우두가 채웠다. 아마리우두는 결승에서 1골을 넣으며 우승에 기여했다.

### 1966년 FIFA 월드컵
1963년 4월 아르헨티나 대표팀과의 코파 로카 대회에 참가한 펠레는 2차전에서 자신의 국가대표 경력 5번째 해트트릭을 달성하면서 5-2 승리에 기여했다. 코파 로카 폐막 후에는 유럽으로 건너가 유럽의 국가대표팀과의 5차례 친선 경기를 가졌으며 그 중 두번째 경기인 4월 28일 파리에서 열린 프랑스와의 경기에서 해트트릭을 달성했다. 5월 5일에 함부르크에서 열린 서독과의 경기에서도 1골을 넣으며 5차례의 유럽 친선 경기 모두 승리를 달성했다. 이듬해인 1964년 5월 말에 브라질 축구 연맹이 개최한 국제 친선 대회인 타사 다스 나송이스에 참가했으며 1차전인 잉글랜드와의 경기에서 1골을 넣으며 5-1 대승에 기여했다. 그러나 브라질 대표팀은 아르헨티나에게 0-3으로 패하면서 전승 우승한 아르헨티나에 밀려 준우승을 차지했다. 1965년 6월 대표팀에 복귀한 펠레는 복귀전인 6월 2일 리우데자네이루에서 열린 벨기에와의 평가전에서 해트트릭을 달성하면서 자신의 대표팀 7번째 해트트릭을 달성했다. 펠레는 이 경기를 포함한 1965년의 A매치에서 8경기 9골을 기록했고 브라질은 무패를 기록했다.
잉글랜드에서 열리는 1966년 FIFA 월드컵을 앞둔 펠레를 선수로서의 전성기의 절정을 맞이했지만 대회 전부터 부상을 지니고 있었다. 당시 펠레는 1966년 월드컵을 앞두고 브라질과 유럽 각지에서 7차례의 친선 A매치를 가지면서 체력적인 부담을 안았다. 그 중 월드컵 직전 가진 마지막 친선전인 예테보리에서 열린 스웨덴과의 경기에서 무득점을 하면서 A매치 1경기당 1골 평균 기록이 깨지게 되었다. 월드컵 첫 경기인 불가리아와의 경기에서 1골을 넣었지만 상대 수비수인 도브로미르 제체프의 거친 수비로 인해 고전을 면치 못했다. 결국 펠레는 스태프의 판단에 의해 헝가리와의 2차전을 결장했고 브라질은 헝가리에게 1-3으로 패하여 결선 토너먼트 진출이 어려워졌다. 이후 조별 리그 마지막 경기인 포르투갈전에서는 부상을 딛고 출전하였으나 상대의 수비수인 주앙 모라이스의 거친 수비로 무릎 부상을 입었다. 이후에도 모라이스의 거친 수비로 인해 경기에 거의 뛰지 못하면서 경기장에 남았고 당시 규칙에는 월드컵에서 교체가 인정되지 않았기 때문에 펠레가 제대로 뛸 수 없게 된 브라질은 사실상 10명으로 경기를 이어갔지만 역시 1-3으로 패하여 대회 3연속 우승에는 실패했다. 당시 잉글랜드인 주심인 조지 매케이브는 펠레에게 부상을 입힌 백태클을 날린 모라이스에게 경고 조차 주지 않았고 이는 월드컵 역사상 최악의 판정 중 하나로 남았다.
당시 언론은 브라질의 세계 지배는 종언을 고했다고 혹평했고, 브라질 대표팀 선수와 감독의 집은 팬들의 습격을 받기도 했다. 또 그리스에서는 브라질에서 유학을 온 여학생이 브라질의 패배를 인정하지 못하고 배에서 투신하는 사건까지 일어났다. 펠레는 거듭된 거친 플레이와 제지하지 않는 심판에 화가 난 나머지 더 이상 월드컵에 출전하지 못하겠다고 선언했으며 국가대표팀에서도 은퇴했다. 동시에 선수 보호 제도를 만들어달라고 FIFA 측에 강력히 요청하기도 했다.

### 1970년 FIFA 월드컵과 대표팀 은퇴

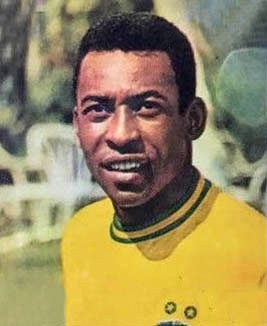
1970년 FIFA 월드컵 당시의 펠레.

펠레는 1966년 월드컵 이후 2년 간의 대표팀 공백을 가졌다. 펠레의 그 강력한 요청을 받아들였는지 그 동안 FIFA에서 월드컵에서의 선수 교체 제도와 카드 제도를 정비하는 등 선수 보호에 힘을 쓰자 다시 한 번 정점에 사보고 싶다는 의식으로 인해 1968년에 대표팀 복귀를 선언했다. 같은 해 7월 25일에 아순시온에서 열린 파라과이와의 타사 오즈와우두 크루스 1차전 경기를 통해 A매치 복귀를 하였으며 이 경기에서 2골을 넣으며 팀의 4-0 승리에 기여했다. 2차전에서 0-1로 패했으나 1차전에서의 대승으로 우승을 차지했다. 이후 1969년 6월까지 7차례의 A매치 평가전을 가졌으며 이중 멕시코, 서독, 페루와의 경기에서 1골씩 기록했다. 7차례의 친선전 이후 1969년 10월부터 월드컵 남아메리카 지역 예선에도 참가하여 6경기에서 6골을 넣었다. 이 월드컵 지역 예선은 펠레가 처음으로 참가한 월드컵 지역 예선이기도 하다. 8월 10일 카라카스에서 열린 베네수엘라와의 지역 예선 원정에서 2골을 넣은 것을 시작으로 8월 21일 리우데자네이루에서 열린 콜롬비아와의 예선 홈 경기에서 2골, 8월 24일 리우데자네이루에서 열린 베네수엘라와의 예선 홈 경기에서 2골, 8월 31일 리우데자네이루에서 열린 파라과이와의 예선 홈 경기에서 1골을 넣었다.
1970년 1958년 월드컵에 함께 뛰었던 마리우 자갈루가 브라질 대표팀의 감독이 되었고 펠레는 호베르투 히벨리누, 제르송, 토스탕, 자이르지뉴 등의 공격진과 함께 멕시코에서 열린 1970년 FIFA 월드컵에 참가하였다. 브라질 대표팀은 결승전을 제외하고 모든 경기를 과달라하라에서 가졌으며 펠레는 결승전 직전까지 3골을 넣었고, 동료 선수의 재능을 살리는 플레이메이커 역할을 수행했다. 1차 리그 첫 경기인 체코슬로바키아와의 경기에서는 4-1 대승을 기록했는데 펠레는 이 경기에서 1골과 2어시스트를 기록했다. 브라질팀은 전반 11분만에 체코슬로바키아의 라디슬라프 페트라시에게 선제골을 내주었으나 펠레가 히벨리누의 프리킥 골을 어시스트 하면서 동점으로 만들었다. 어시스트를 기록한 후에도 체코슬로바키아 골키퍼 이보 빅토르가 앞에 나와 있는 것을 보고 슛을 차 그를 당황하게 하기도 했다. 또한 자신도 골을 넣고 4번째 골인 자이르지뉴의 골을 어시스트했다. 2차전에서는 전 대회 우승국인 잉글랜드 1-0으로 물리치며 결선 토너먼트 진출을 확정했다. 당시 펠레의 슛과 잉글랜드 골키퍼 고든 뱅크스의 선방은 회자되었으며, 펠레 자신은 이 순간을 골을 확신했다고 술회했다. 펠레는 승리를 확정한 골에도 기여했는데 당시 토스탕이 잉글랜드의 주장 보비 무어의 압박을 뚫고 펠레에게 패스에 성공했다. 잉글랜드의 브라이언 러본과 테리 쿠퍼는 펠레가 슛을 할 것이라고 예상했으나 펠레는 그들의 예상과 달리 자이르지뉴에게 패스했고 자이르지뉴가 골을 넣으며 브라질의 승리를 확정했다. 경기가 끝난 후에는 무어와 유니폼을 교환을 하며 인사를 나누기도 했다. 보비 찰턴은 이 경기를 일컬어 "축구의 교과서적인 경기로 축구의 모든 것이 이 한 경기 안에 들어있다." 라고 평가했다.
루마니아와의 3차전에서는 19분 만에 프리킥으로 득점에 성공했으며, 22분에 자이르지뉴가 득점에 성공하면서 2-0으로 경기를 이끌었다. 이후 67분에 토스탕의 패스를 받고 슛을 날리며 멀티골에 성공하면서 승기를 굳혔다. 루마니아의 플로레아 두미트라케와 에메리크 뎀브로브스키 두 선수가 만회골을 넣었으나 경기를 뒤집지 못했다. 이후 브라질 대표팀은 8강에서 엑토르 춤피타스, 테오필로 쿠비야스, 우고 소틸을 중심으로 토너먼트 진출에 성공한 페루와 경기를 가졌다. 전반 종료 직전에 펠레가 루이스 루비뇨스가 지키는 페루 골문을 향해 중거리 슛을 날렸으나 득점에는 실패했다. 그러나 토스탕의 두번째 골이자 이 경기 브라질의 세번째 골을 어시스트하여 4-2 승리에 기여했다. 경기 종료 후에는 로베르토 차예와 유니폼을 교환하기도 했다. 페루를 꺾은 후에는 가장 기다려왔던 준결승전에서 당시 세계 최고의 골키퍼 중 한 명인 라디슬라오 마수르키에비치가 골문을 지키던 우루과이를 1950년 월드컵 결승 이후 월드컵에서 처음으로 만나게 되었다. 브라질은 이 경기를 3-1로 승리하면서 8년 만에 월드컵 결승 진출을 달성했다. 펠레는 이 경기에서도 득점을 하지 못했으나 화려한 드리블과 트릭을 선보이며 대중과 해설자들을 놀라게 했다. 경기 종료 후 우루과이의 아틸리오 안체타가 펠레와 유니폼 교환을 시도했으나 축구장에 난입한 관중이 펠레의 유니폼을 소유하고 싶어 그의 유니폼을 잡아당기는 해프닝이 발생하여 교환을 하지 못했다. 펠레는 그 관중에게 유니폼을 넘겨줬으나 브라질 대표팀 코치 중 한 명이 도로 뺏어서 펠레에게 유니폼을 돌려줬다.

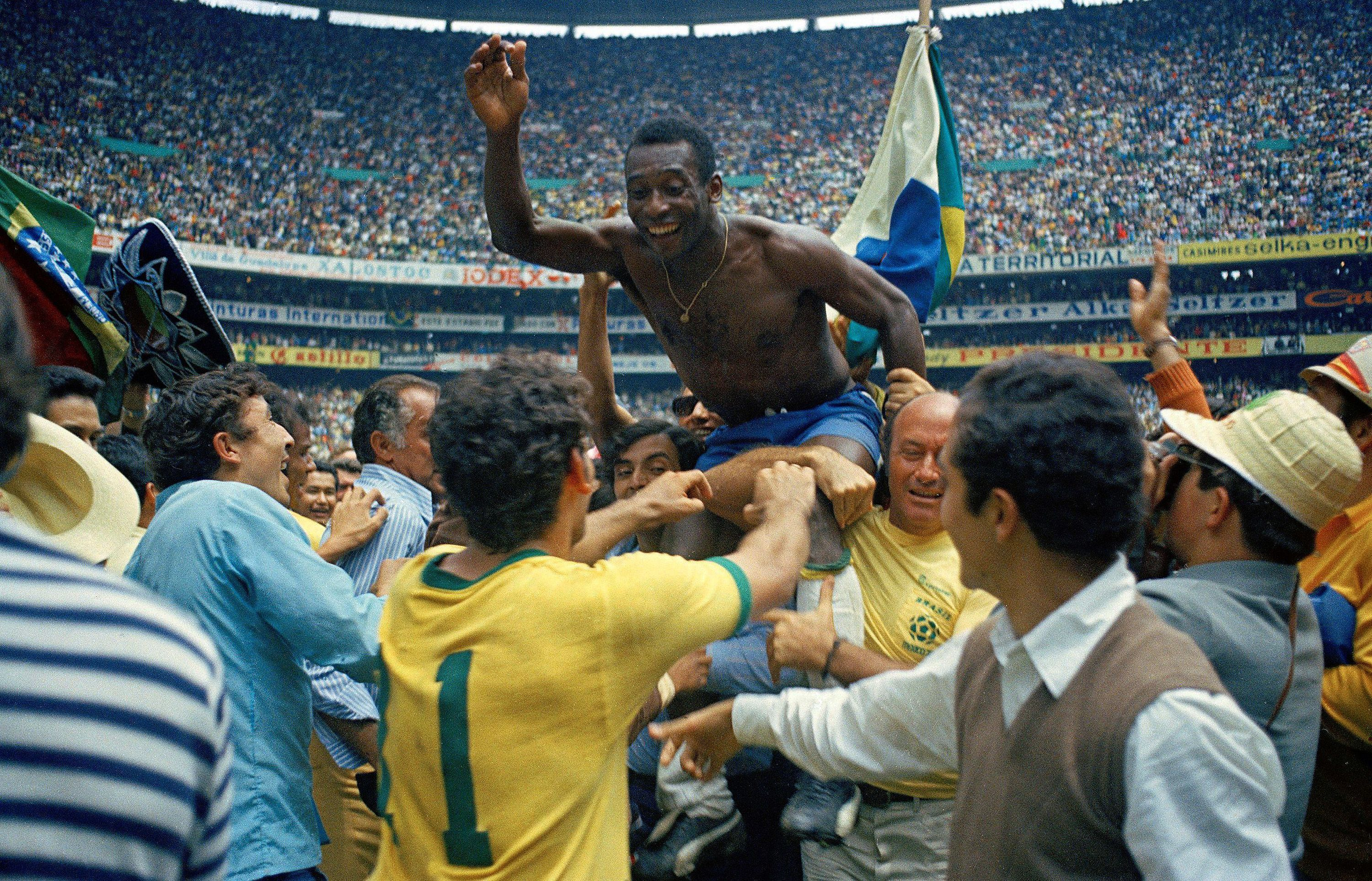
1970년 FIFA 월드컵 우승 확정 후 축하는 받는 펠레

결승전 상대는 로베르토 보닌세냐, 루이지 리바, 산드로 마촐라가 포진하여 무실점으로 결승에 올라온 이탈리아였으며 18분에 이탈리아 수비수인 타르치시오 부르니치의 손까지 동원한 방어를 돌파하여 헤딩으로 선제골을 넣었다. 이후 71분과 88분에 각각 자이르지뉴와 카를루스 아우베르투 토히스의 골을 어시스트하는 활약을 보이며 월드컵 3번째 우승에 기여했다. 경기 종료 후에는 흥분한 관중들이 경기장에 난입해 선수들을 목마태우고 달리는 등 우승을 축하했다. 당시 이탈리아의 수비수인 로베르토 로사토는 펠레와 유니폼 교환을 성공했으며 2002년 로사토가 교환한 펠레의 유니폼은 경매에서 15만 7750 파운드라는 금액으로 낙찰되어 축구 선수 유니폼 중 가장 높은 가격에 거래되는 기록을 남겼다. 브라질의 월드컵 통산 3번째 우승 달성은 당시 브라질의 고도 경제 성장기와 겹치며 브라질의 국위 고양에 큰 역할을 하였다.
1970년 월드컵 이후 4번의 A매치 친선 경기에 출전했고 그 중 1970년 10월 4일에 산티아고에서 열린 칠레와의 원정 친선 경기에서 골을 넣었으며 5-1로 승리했다. 이듬해인 1971년 7월 11일 상파울루에서 열린 오스트리아와의 친선 경기에서 자신의 국가대표 마지막 골을 기록했으며 경기는 1-1로 비겼다. 같은 해 7월 18일 마라카낭 경기장에서 열린 유고슬라비아와의 2-2로 무승부로 끝난 친선 경기를 끝으로 국가대표팀 은퇴를 선언했다. 펠레는 브라질 대표 선수로서 A매치 91경기에 출전했고 클럽과 리그 선발팀과의 경기 등 비공식 경기를 포함하면 총 113경기에 출전하였다.  또한 총 77골을 기록하며 브라질 대표팀 역대 최다 득점자로 기록되었으며, 비공식 경기를 포함하면 브라질 대표로서 총 95골을 기록했다. 다만 2001년 1월 FIFA에서 1968년 11월 6일에 리우에서 열린 브라질 대표팀과 FIFA 올스타팀과의 친선 경기를 A매치로 볼 수 없다고 판단했으나 브라질 축구 연맹은 이 경기를 공식 기록에 포함하여 펠레의 A매치 출전 수를 92경기로 간주하고 있다.

## 은퇴 후의 삶

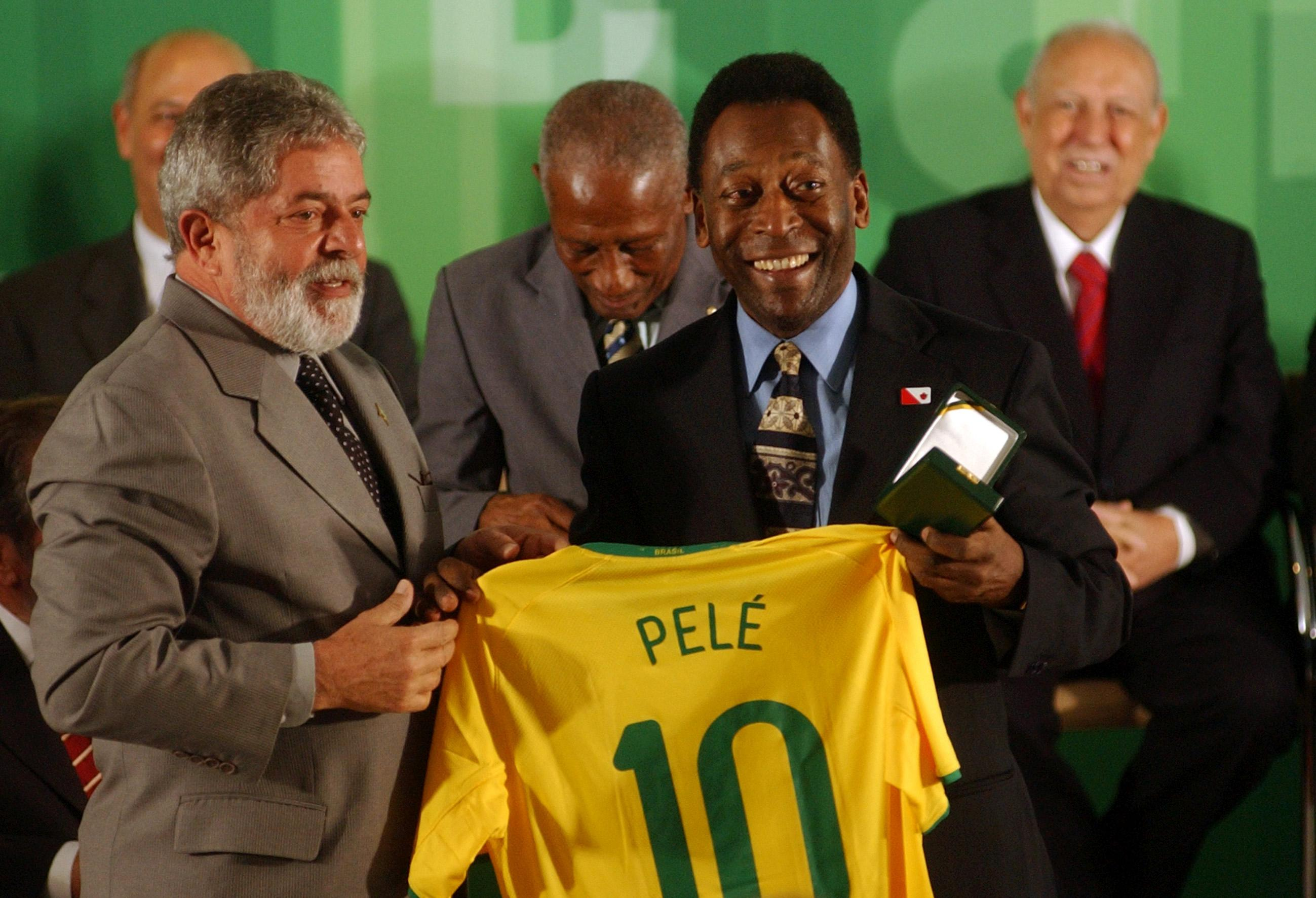
2008년 6월 26일 브라질 대통령 루이스 이나시우 룰라 다 시우바와 함께한 펠레

은퇴 후에는 FIFA 페어플레이 위원회의 회원으로 일하며 세계적인 홍보 활동에 참여했으며, 유니세프의 친선 대사로도 활동하여 아동의 기본권 보호 운동에 참여했다. 2001년 FIFA와 유니세프가 파트너십을 체결한 후에도 계속 이 일에 종사했다.
예술 활동에도 관심을 가졌으며, 1978년에 개봉한 영화 《우스 트롬바지냐스》(Os Trombadinhas)의 각본을 담당하였다. 이후 1981년에 개봉한 영화인 《승리의 탈출》(Escape to Victory)에서는 마이클 케인과 실베스터 스탤론과 함께 출연하였고 축구 묘사 자문을 담당했다. 또한 기타 연주에도 관심을 가졌으며, 일리스 헤지나, 세르지우 멘지스, 자이르 호드리게스 등의 브라질의 음악가와 합연을 가지기도 했다.
1999년에는 자신이 운영하는 마케팅 회사가 브라질 축구 리그 중계권을 획득하자 브라질 축구 연맹에서 100만 달러의 뇌물을 요청했다고 밝히며 브라질 축구계의 부패를 폭로했다. 펠레는 뇌물을 요구한 인물의 실명을 거론하지는 않았지만 브라질 축구 연맹 회장인 히카르두 테이셰이라와 그의 장인이자 FIFA의 회장인 주앙 아벨란제와 대립하게 되었다. 아벨란제는 이에 대한 보복으로 같은 해 12월에 미국의 로스앤젤레스에서 열린 1994년 FIFA 월드컵 조 추첨식에서 펠레를 제외했다.
1995년 페르난두 엔히키 카르도주가 브라질 대통령으로 취임하자 체육부 장관에 임명되어 브라질 역사상 최초의 흑인 장관이 되어 1998년까지 3년간 직무를 맡았다. 재임 기간 동안에는 각 연방의 지방 정부와 협력하여 스포츠 시설을 건설하는 공공 사업인 "올림픽 빌리지"와 유럽의 보스만룰을 본뜬 펠레법을 제정하였다. 펠레법은 선수가 클럽의 계약에 구속되지 않고 자유롭게 이적할 수 있도록 한 법률로 1998년 4월 29일에 가결되어 3년 후인 2001년 3월 26일부터 시행되었다. 이에 따라 브라질 축구 클럽은 선수 강제 보유권을 잃었고 계약 종류 후 이적료가 발생할 수 없게 되었다. 체육부 장관을 지낼 때에도 테이셰이라와 아벨란제와의 관계가 악화되어 펠레의 회사는 사업계에서 배척되었지만 2001년 1월에 화해하여 분쟁에 종지부를 찍었다. 그러나 이에 대해 언론에서는 펠레를 두고 왕이 평민으로 전락했고, 스포츠 윤리을 위해 싸워온 민중에 대한 최대의 배신이라고 비판했다.
이외에 펠레는 많은 명예직에  임명되었고, 축구와 관련된 업적과 다양한 봉사 활동을 인정받아 영국 정부로부터 대영 제국 훈장을 수여받았다. 또 펩시코, 푸마, 마스터카드, 코카콜라 등 세계 각국의 수많은 대기업의 광고에 출연하는 등 광고 활동도 활발히 했다. 2010년에는 현역 시절의 마지막 소속 팀인 뉴욕 코스모스가 재창단되자, 명예 회장으로 취임했다.

## 사망
2015년부터 노환으로 건강이 악화되기 시작했다. 2021년 정기 건강 진단 시 오른쪽 결장에서 암이 발견되어 그 해 9월 4일에 적출 수술을 받았다. 수술 후 약 1개월간 입원하고 같은 해 12월 8일부터 상파울루에 있는 이스라엘리타 알베르트 아인슈타인 병원에 입원하여 화학 치료를 받았다. 같은 해 12월 23일에 퇴원했지만 항암 치료는 계속되었고, 이후 병원에서 한 달에 한 번 검사를 받는 생활이 이어갔다. 2022년 4월 18일부터 이스라엘리타 알베르트 아인슈타인 병원에 다시 입원했으며 이후 잠시 퇴원했다가 2022년 11월 29일부터 치료의 재검토를 위해 다시 입원했다. 이 때는 호흡기 감염도 확인되었다.
펠레의 입원이 보도된 시기 카타르에서 2022년 FIFA 월드컵이 개최되었는데, 당시 대회에 참가한 브라질 국가대표팀의 응원단이 경기 전 국가 제창시에 펠레의 회복을 기도하는 현수막을 내걸었다. 카타르에 있는 높이 300m의 어스파이어 타워에는 펠레의 모습을 크게 비추는 점등이 켜졌다. 월드컵 이후에는 화학 치료를 했지만 차도가 없어서 이를 중단하고 투병하다가, (현지 시간으로) 12월 29일 오후 3시 27분에 82세의 나이로 사망했다. 펠레의 죽음은 전 세계에 일제히 보도되었고, 리오넬 메시와 킬리안 음바페 등의 축구 선수들과 펠레의 현역 시절 소속팀인 산투스 FC에서 공식 SNS를 통해 애도를 표했다.
장례식은 2023년 1월 2일과 3일에 산투스 FC의 홈구장인 빌라 베우미루에서 진행됐다. 펠레의 시신은 펠레의 아버지 돈지뉴가 안치된 네크로폴 에큐메니카 공동묘지 9층에 안치되었다.
펠레가 별세한 지 1년 6개월 후, 펠레의 어머니인 셀레스치 아란치스(1923년 ~ 2024년)가 세상을 떠났다.
한편, 펠레는 생전의 마지막 월드컵인 2022년 FIFA 월드컵에서 브라질이 우승을 차지할 것이라는 예언까지 해서 그의 임종을 앞둘 당시 세간의 관심이 집중되었는데 브라질이 크로아티아와의 8강전에서 승부차기로 패배해 탈락하면서 마지막까지도 결국 그의 저주가 통하고 말았다.

## 영향

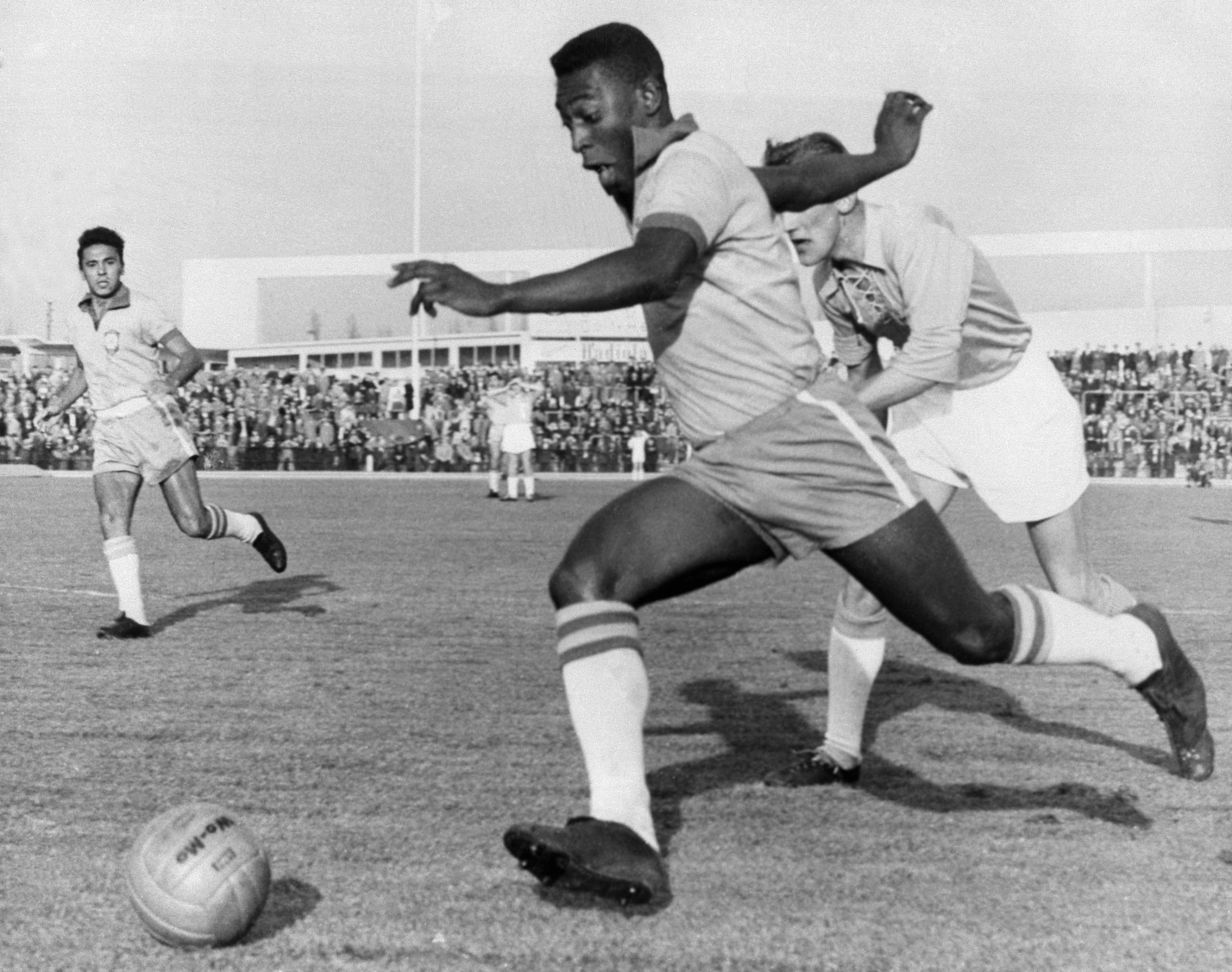
1960년 5월 스웨덴의 말뫼에서 열린 말뫼 FF와 산투스 FC의 친선 경기에서 뛰고 있는 펠레

펠레의 후계자로 주목받는 선수나 국가를 대표하는 공격수는 "~의 펠레"라는 별명이 붙는 경우도 생겼다. 펠레의 현역 시절에 활동한 7살 연하의 선수인 토스탕은 "하얀 펠레"라고 불렸고, 소련의 대표적인 공격수였던 예두아르트 스트렐초프도 "러시아의 펠레"라는 별명으로 불렸다. 1980년대부터 1990년대에는 지쿠가 '하얀 펠레', 사우디아라비아의 마제드 압둘라가 "사막의 펠레"라는 별명으로 불렸으며, 3년 연속 아프리카 올해의 선수로 선정된 가나의 아베디 펠레는 10대 때 출국을 위해 여권을 발급받을 때 본명인 "아예우"를 숨기고 가명으로 '펠레'를 기입했으며, 그 후 본명처럼 굳어졌다. 1991년에는 가나의 니 램프티가 FIFA U-17 세계 선수권 대회에서 가나 청소년 대표팀의 우승을 주도하고 대회 최우수 선수로 선정하자 펠레가 스스로 후계자로 삼기도 했다.
2000년대 이후에도 브라질에서는 호비뉴, 네이마르 등의 선수가 "새로운 펠레", "펠레 2세"로 소개되기도 하며, 비교 대상이 되기도 하였다. 잉글랜드의 웨인 루니도 "하얀 펠레"로 불렸으며, 그의 소속팀인 맨체스터 유나이티드의 응원곡에도 "하얀 펠레"를 지칭하는 곡이 존재한다. 브라질 여자 축구 대표팀의 에이스 공격수인 마르타 비에이라 다 시우바는 2007년 팬아메리칸 게임 축구 종목에서 우승했을 때 펠레로부터 "치마 입은 펠레"(Pelé de saia)라는 별명을 얻기도 하였다.

## 평가
펠레는 TV와 인터넷이 보급되지 않은 정보 전달이 더뎠던 시대에 다양한 축구 플레이 방식을 고안하고 실행한 선구적인 존재로 평가받는다. 반면, 펠레의 플레이를 멈추기 위해 거친 플레이가 만연하는 결과를 야기하여 그 대책으로서 선수 교대나 옐로우 카드와 레드 카드 제도가 도입되는 등 축구 경기에 변화를 가져왔다. 브라질 축구 대표팀에서는 펠레 이후 등 번호 10번이 에이스를 상징하는 숫자가 되어 10번을 단 선수들에게는 상당한 압박감을 느끼게 되었다.
당시 선수로는 대부분 전례가 없는 가운데 은퇴 후의 생활을 생각하고 기업의 인기 광고 모델로 활동 한 적도 있고, 1970년대에 유럽에서 열린 브랜드로 인지도 조사에서는 펠레의 이름은 코카콜라에 이어 2위에 오르기도 했다. 1973년 브라질에서 진행된 인명 인지도 조사에서는 펠레가 에밀리우 가라스타주 메디시와 리처드 닉슨을 뛰어넘어 1위를 획득했다. 은퇴 후 1993년에 세계 109개국 991명의 스포츠 기자를 대상으로 실시된 월드컵 사상 가장 위대한 선수 투표에서 1위를 차지했다. 펠레 자신도 지명도에 대해 스스로 "예수보다 유명할 지도 모른다"라고 발언 한 적도 있다.
한때 콩고와 나이지리아 내전을 일시적으로 정지 시키는 등 정치인 이상의 영향력을 가졌으며, 은퇴 후에 브라질의 대통령에 취임할지도 모른다고 공언해왔다. 1990년대에는 브라질 체육부 장관으로서 이권과 대결하고 부패를 고발하여 한때에는 브라질 축구의 현대화를 위한 기수가 되었다. 1999년에는 《타임》지가 뽑은 '20세기의 가장 영향력 있는 100인'중 한 명으로 선정되는 등 축구의 틀을 넘어선 영향력을 지닌 인물로 평가된다.
선수 시절부터 병원이나 공공 시설에 많은 기부를 하고 고아를 위한 기금을 설립하는 등의 공적으로 인덕자로 평가받으나 브라질 축구계의 부패를 바로 잡는 위치에 있다가 아벨란제와의 화해로 권력자와 결탁했다는 악평을 받기도 했다.

## 펠레의 저주
펠레의 FIFA 월드컵 우승국 예상은 모두 빗나가는 것으로 잘 알려져있다. 1994년 FIFA 월드컵 당시에는 콜롬비아의 우승을 예상했지만 콜롬비아 대표팀은 조별 리그에서 탈락했다. 이 밖에 독일 유력 후보로 거론하고 브라질에 대해 "뛰어난 선수를 가지고 있지만 팀으로서의 기능을 하지 못한다"는 이유로 후보에서 제외했으나 독일은 8강에서 탈락하고 브라질이 우승했다.
1998년 FIFA 월드컵에서는 가장 주목하고 있는 팀으로 스페인을 꼽았지만 조별 리그에서 탈락했다. 영국 일간지 '가디언'에 따르면 펠레는 이 대회에서 스페인을 가장 강력한 후보로 꼽았고 결승 상대는 브라질이 될 것으로 예상하고 개최지와 지리적 이점이 있는 프랑스와 잉글랜드를 유력한 우승 후보로 거론했다고 밝혔다.
2002년 FIFA 월드컵에서 아르헨티나와 프랑스가 결승에 진출 할 것으로 예상하고 브라질은 우승 할 수 없다고 예상했지만, 아르헨티나와 프랑스는 조별 리그에서 탈락하고 우승할 수 없다고 예측한 브라질이 우승했다. 또한 이탈리아와 포르투갈을 유력한 우승 후보로 거론했지만 이탈리아는 16강전에서 포르투갈은 조별 리그에서 탈락했다.
2006년 FIFA 월드컵에서 가장 강력한 우승 후보로 브라질을 꼽았다. 잉글랜드, 이탈리아, 네덜란드, 프랑스 대해서는 에이스 역할을 수행할 선수가 존재하지 않는 점을 이유로 우승 가능성은 낮다고 평가했다. 한편 브라질, 아르헨티나, 잉글랜드를 우승 후보로 거론했지만 모두 우승하지는 못했다.
2010년 FIFA 월드컵에서는 멕시코의 우승을 예상했지만 16강에서 탈락했다. 이 외에도 '아프리카의 팀이 큰 활약을 한다고 밝혔으나 가나만 16강에 진출하는 등 그의 예상은 빗나갔다. 또한 가나의 니 램프티와 잉글랜드의 닉 밤비처럼 '월드 클래스 선수가 될 것'이라고 재능을 높이 평가 한 젊은 선수가 크게 성장하지 못하는 징크스가 나타나기도 하였다. 또 호나우두가 AC 밀란에서 부상을 입고 방출당하자 더 이상 축구를 할 수 없을 것이라고 예측했으나 2009년 3월에 SC 코린치앙스에 이적하여 리그에서 14경기에 출전하여 10 골을 넣는 등 활약했다.
2014년 FIFA 월드컵 당시에는 개최국인 브라질을 가장 유력한 우승 후보로 삼았고 독일과 스페인을 우승 후보로 거론했으며, 아르헨티나와 칠레도 주목할 만한 팀으로 꼽았다. 또한 잉글랜드에 대해 "어려운 조에 속했지만 조별 리그를 돌파 할 것"이라는 견해를 밝혔으나 스페인은 조별 리그에서 탈락하고, 브라질은 준결승에서 탈락하는 결과를 낳았으나 독일의 우승을 적중시켰다.
2022년 FIFA 월드컵에서는 당사자인 펠레가 임종을 앞둔 상태였는데 그 월드컵에서는 브라질이 우승할 것이라는 발언을 해서 마지막 펠레의 저주가 될 수 있다는 것 때문에 세간의 관심이 집중된 상태였다. 아니나다를까 브라질은 그 월드컵의 8강전에서 크로아티아에게 승부차기로 패배하여 탈락했고 이로써 마지막 펠레의 저주도 결국 통하고 말았다.

## 수상 내역

### 클럽
산투스 FC
- 캄페오나투 브라질레이루 세리이 A (6): 1961, 1962, 1963, 1964, 1965, 1968
- 코파 리베르타도레스 (2): 1962, 1963
- 인터콘티넨털컵 (2): 1962, 1963
- 인터콘티넨털 챔피언스 슈퍼컵 (2): 1968,1970
- 캄페오나투 파울리스타(10): 1958, 1960, 1961, 1962, 1964, 1965, 1967, 1968, 1969, 1973
- 리오-상파울루 토너먼트 (4): 1959, 1963, 1964, 1966

뉴욕 코스모스
- 북미 사커 리그 사커볼: 1977

### 국가대표팀
브라질
- FIFA 월드컵 (3): 1958, 1962, 1970

### 개인
- Copa Libertadores Top Scorer: 1965
- Intercontinental Cup Top Scorer (2): 1962, 1963
- Campeonato Brasileiro Série A Top Scorer (3): 1961, 1963, 1964
- Campeonato Paulista Top Scorer (11): 1957, 1958, 1959, 1960, 1961, 1962, 1963, 1964, 1965, 1969, 1973
- Torneio Rio-São Paulo Top Scorer: 1963
- Bola de Prata: 1970
- FIFA World Cup Best Young Player: 1958
- France Football 선정 1958 FIFA World Cup 최우수 선수: 1958
- Opta 선정 1970 FIFA World Cup 최우수 선수: 1970
- South American Championship Best Player: 1959
- South American Championship Top Scorer: 1959
- FIFA Ballon d'Or Prix d'Honneur: 2013
- 국제 축구 역사 & 통계 연맹(International Federation of Football History & Statistics) 선정 20세기 최고의 축구 선수 선정{1999년}
- 국제 축구 역사 & 통계 연맹(International Federation of Football History & Statistics) 선정 20세기 최고의 남미 선수 선정{1999년}
- Elected best Brazilian player of the century, by the IFFHS: 2006
- France Football's Ballon d'Or (7): 1958, 1959, 1960, 1961, 1963, 1964, 1970 – Le nouveau palmarès (the new winners)
- FIFA 20세기 최고의 선수에 디에고 마라도나와 공동 선정{2000년}
- UNICEF선정 20세기 최고의 축구 선수{1999년}
- FIFA Order of Merit: 1984
- FIFA Centennial Award: 2004
- FIFA 100 Greatest Living Footballers: 2004
- Winner of France Football's World Cup Top-100 1930–1990
- BBC Overseas Sports Personality of the Year: 1970
- BBC Sports Personality of the Year Lifetime Achievement Award: 2005
- Laureus Lifetime Achievement Award: 2000
- Greatest football player to have ever played the game, by Golden Foot: 2012
- Athlete of the Century, by Reuters News Agency: 1999
- Athlete of the Century, elected by International Olympic Committee: 1999
- South American Footballer of the Year: 1973
- Football Player of the Century, elected by France Football's Ballon d'Or Winners: 1999
- Inducted into the American National Soccer Hall of Fame: 1992
- World Team of the 20th Century: 1998
- TIME: One of the 100 Most Important People of the 20th century: 1999
- World Soccer Greatest XI of All Time: 2013
- FWA Tribute Award: 2018
- Included in the North American Soccer League (NASL) All-Star team (3): 1975, 1976, 1977
- Number 10 retired by the New York Cosmos as a recognition to his contribution to the club: 1977
- Elected Citizen of the World, by the United Nations: 1977
- Elected Goodwill Ambassador, by UNESCO: 1993

### 훈장
- 리우브랑쿠 훈장 4등급(1967)[9]
- Elected Commander of the Order of Rio Branco after scoring the thousandth goal: 1969[10]
- 리우브랑쿠 훈장 2등급(1969)
- 헝가리 공화국 십자공로장 (1994)
- 대영 제국 훈장 사령관 기사 명예 2등급(1997년 12월 3일)[11]
- 브라질 문화공로훈장 2등급(2004)[12]
- Elected Commander of the Order of Rio Branco after scoring the thousandth goal: 1969[215]

- Awarded the FIFA Order as a tribute to his 80 years as a sports institution: 1984[215]
- Awarded with the Order of Merit of South America, by CONMEBOL: 1984[215]
- Awarded with the Order of Champions, by the Organization of Catholic Youth in the USA: 1978[215]
- He was awarded the National Order of Merit, by the government of Brazil: 1991[215]
- Olympic Order, by the International Olympic Committee: 2016[218]

## 경력 통계

### 기타 기록
- 해트트릭 92회, 1경기 4골 31회, 1경기 5골 이상 6회
- 산투스 FC와 유럽 클럽 간의 친선 경기에서 132경기 143골(친선은 공식기록 아님)
- 월드컵 출전 14경기 12골 기록
- 통산(친선경기 포함인데 공식기록 아님) 1,363경기 1281골 기록
- 뉴욕 코스모스 10번 영구 결번

## 방송 출연

### 광고
- 1993년, 1994년, 2018년 마스터카드
- 2002년 삼성전자 파브

## 같이 보기
- 펠레의 저주
- 가린샤
- 디에고 마라도나
- 호나우두
- 네이마르
- 리오넬 메시